# Sapadnaja Liza (Fjord)
Sapadnaja Liza (russisch Западная Лица) ist ein in die Motowski-Bucht (russisch Мотовский залив) der Barentssee mündender langer Fjord an der Nordküste der Halbinsel Kola im schwer zugänglichen, unwirtlichen hohen Norden Russlands.
Am Eingang zur Bucht liegt die Insel Kuvshin mit einer Länge von 1,1 Kilometern, südlich davon an der Ostküste die Bludtsye-Insel mit einem Durchmesser von etwa 300 Metern.
Der von 80 bis 100 m hohen felsigen Steilküsten umgebene Fjord mit bis zu 270 m hohen Bergen, windet sich auf einer Länge von etwa 13 km in südwestlicher Richtung in das Innere der Kola-Halbinsel. In das westliche Ende des Fjords mündet der Fluss Sapadnaja Liza.

## Nutzung
Der Fjord, bis zum Zweiten Weltkrieg noch ungenutzt, ist heute der größte und wichtigste Hafen der russischen Nordflotte. Er befindet sich etwa 45 Kilometer entfernt von der norwegischen Grenze. Zur Versorgung der Militärstützpunkte wurde 1958 südöstlich in unmittelbarer Nähe die Stadt Saosjorsk gegründet.
Im Fjord liegen die Stützpunkte:
- Bolschaja Lopatka
- Malaja Lopatka
- Nerpitschja

Der Hafen beherbergt seit der ersten Einführung von Atom-U-Booten (K-3 Leninski Komsomol) einen maßgeblichen Anteil des nuklearen Abschreckungspotenzials.
Der Fjord ist durch radioaktive Abfälle langfristig belastet. Zahlreiche ausgemusterte Atom-U-Boote liegen hier.
In der Andrejewa-Bucht befindet sich die „569. Technische Marinebasis“ mit einem Lager für radioaktiven Abfall.

## Geschichte: Basis Nord
Im Winter 1939 wurde hier, in der Folge des deutsch-sowjetischen Nichtangriffspakts, die Einrichtung einer U-Boot-Basis der Kriegsmarine, der sogenannten Basis Nord, begonnen und einige Schiffe, einschließlich eines Wohnschiffs, wurden dorthin verlegt. Am 1. Dezember 1939 konnten die beiden HAPAG-Schiffe Phoenicia (4124 BRT) und die als Wohnschiff vorgesehene Cordillera (12,055 BRT), ein Passagierschiff, als erste Schiffe von Murmansk nach Sapadnaja Liza verlegt werden, wo sie am folgenden Tag eintrafen. Der Ende November aus Deutschland in Murmansk eingetroffene, mit wichtiger Ausrüstung und Material beladene Fischdampfer Sachsenwald (639 BRT) folgte erst am 9. Dezember, da er in Murmansk durch bürokratische Hindernisse aufgehalten worden war.
Mit der Besetzung Norwegens im April 1940 wurde dieses Vorhaben jedoch obsolet und im August 1940 endgültig abgebrochen.

## Strahlenunfall 1982
Im Februar 1982 ereignete sich in der 569. Technischen Marinebasis, die an der Küste der Bucht liegt, ein Strahlenunfall, bei dem etwa 700.000 Tonnen hochradioaktives Wasser in die Gewässer der Andrejewa-Bucht und der Barentssee gelangten.